# Shelby Dakota
Shelby Dakota – samochód osobowy typu pickup klasy średniej wyprodukowany pod amerykańską marką Shelby w 1989 roku. 

## Historia i opis modelu

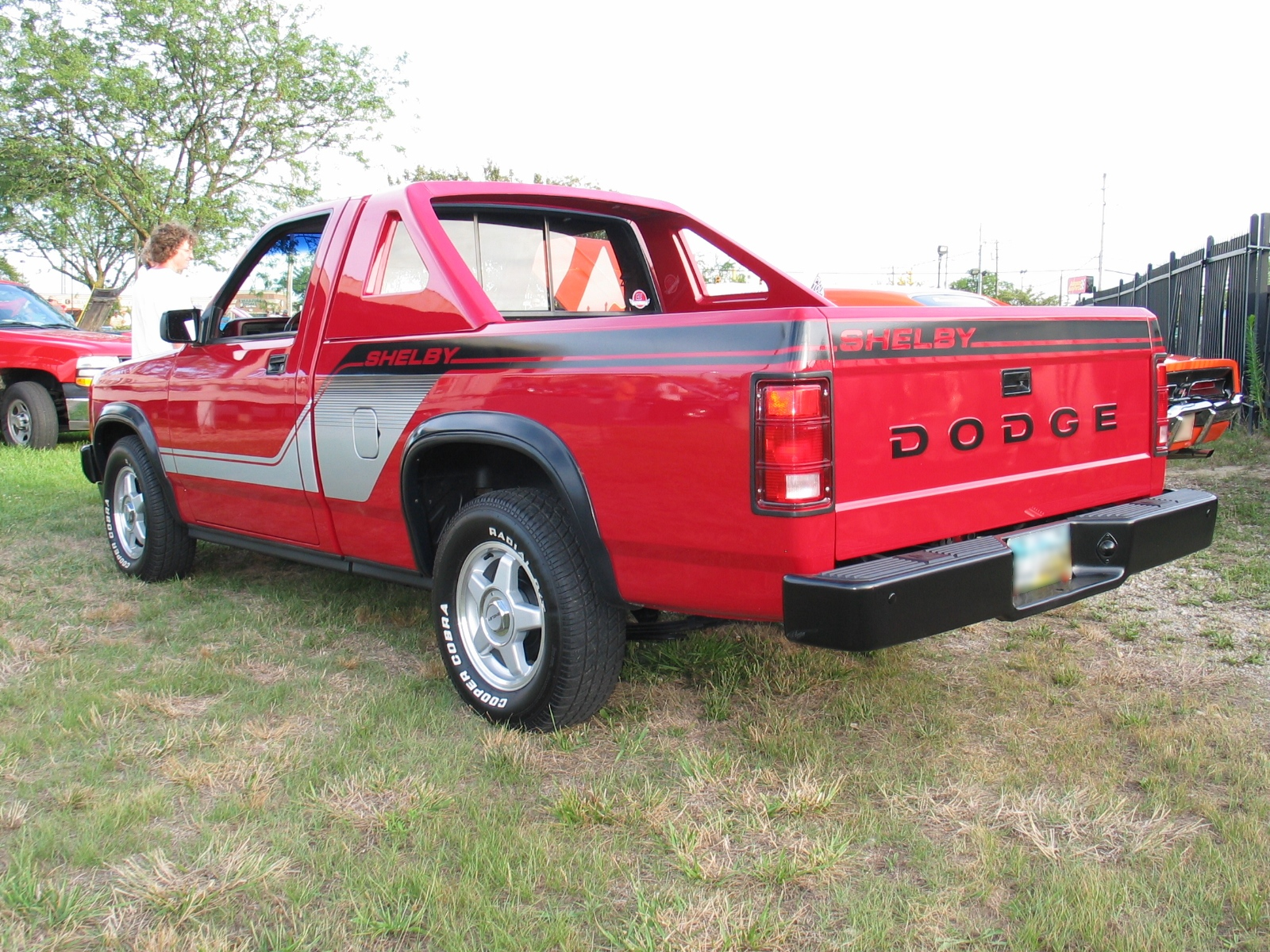
Shelby Dakota - tył

Ostatnim modelem będącym wynikiem współpracy Shelby American z koncernem Chrysler był nietypowy, jak na profil przedsiębiorstwa, pojaz typu pickup. Samochód był głęboko zmodyfikowanym modelem Dodge Dakota pierwszej generacji w wariancie z najkrótszym rozstawem osi i pojedynczą kabiną, odróżniając się w stosunku do niego zmodyfikowanym wyglądem nadwozia i różnicami pod kątem technicznym.

### Stylistyka
Shelby Dakota otrzymał charakterystyczne, dwukolorowe malowanie nadwozia, bardziej zabuodowane zderzaki, sportowe ogumienie, owiewkę zamontowaną na łączeniu kabiny pasażerskiej i przedziału transportowego, a także oznaczenia Shelby. Produkcja pojazdu była limitowana do 1475 sztuk, trwając jedynie przez kilka miesięcy 1989 roku.

### Silnik
- V8 5.2l LA